# Robert McDuffie
Robert McDuffie – amerykański skrzypek. Grał jako solista z wieloma orkiestrami na całym świecie, włącznie z orkiestrami z Nowego Jorku, Los Angeles, Chicago, Montrealu, Toronto, San Francisco, Filadelfii, Cleveland, Minnesoty, Houston, Saint Louis, Hamburgu, Lipsku, North German Radio Symphony Orchestra, Frankfurt Radio Orchestra, Deutsche Kammerphilharmonie Bremen, Orchestra del Teatro alla Scala, Santa Cecilia Orchestra z Rzymu, oraz z innymi orkiestrami z Australii i wschodniej Azji.

## Życiorys
McDuffie urodził się w muzykalnej rodzinie w Macon w stanie Georgia. Jego matka, Susan McDuffie, oraz młodsza siostra, Margerie McDuffie, są pianistkami. Uczęszczał do Juilliard School w Nowym Jorku. Gra na skrzypcach wykonanych przez Guarneriego del Gesù w 1735 roku. Noszą one nazwę "Ladenburg" i zostały kupione za $3.5 miliona dolarów. McDuffie otrzymał nominacjację do nagrody Grammy w 1990 roku, za wykonanie koncertów Leonarda Bernsteina i Williama Schumana. Robert obecnie mieszka w Nowym Jorku z żoną Camille i dwójką dzieci, Elizą i Willem.